# Дієта DASH
Дієта DASH (абревіатура від англ. «Dietary Approaches to Stop Hypertension», дослівний переклад — «дієтичний підхід для зупинки гіпертензії»), — це дієта для контролю артеріальної гіпертензії, яка пропагується Національним інститутом серця, легенів і крові США, що є частиною Національного інституту здоров'я (NIH), агентства Міністерства охорони здоров'я та соціальних служб США.
Дієта DASH багата на фрукти, овочі, цільнозернові та нежирні молочні продукти. Сюди входять м'ясо, риба, птиця, горіхи та боби, а також обмежена кількість цукровмістних продуктів і напоїв, червоного м'яса та доданих жирів.
Окрім впливу на артеріальний тиск, вона створена як добре збалансований підхід до харчування для широкої громадськості. Міністерство сільського господарства США (USDA) рекомендує DASH як план здорового харчування. Дієта DASH є однією з трьох дієт здорового харчування, рекомендованих у Дієтичних рекомендаціях США 2015—2020, яка також включає середземноморську дієту та вегетаріанську дієту. Американська кардіологічна асоціація (AHA) вважає дієту DASH «специфічною та добре задокументованою для різних вікових, статевих та етнічно різноманітних груп».
Дієта DASH базується на дослідженнях NIH, які вивчали три дієтичні плани та їх результати. Жоден із планів не був вегетаріанським, але план DASH містив більше фруктів і овочів, нежирних або нежирних молочних продуктів, бобів і горіхів, ніж інші досліджувані. Дієта DASH знижувала систолічний артеріальний тиск на 6 мм рт.ст., а діастолічний – на 3 мм рт.ст. у пацієнтів з високим нормальним артеріальним тиском (що раніше називалося «передгіпертензія»). У пацієнтів з гіпертензією ці показники впали на 11 і 6 мм рт.ст. відповідно. Ці зміни артеріального тиску відбувалися без змін маси тіла. Режим харчування DASH коригується на основі щоденного споживання калорій у діапазоні від 1600 до 3100 дієтичних калорій. Незважаючи на те, що ця дієта пов'язана зі зниженням артеріального тиску та полегшенням подагри, існують невизначеності щодо того, чи є рекомендація споживання нежирних молочних продуктів корисною чи шкідливою. Дієта також рекомендована людям з цукровим діабетом або ожирінням.
Дієта DASH була додатково протестована та розроблена в дослідженні оптимального споживання макроелементів для здоров'я серця (дієта OmniHeart). «Дослідження DASH і DASH-sodium продемонстрували, що багата на вуглеводи дієта, в якій акцент робиться на фруктах, овочах і молочних продуктах з низьким вмістом жиру, і в якій мало насиченого жиру, загального жиру і холестерину, істотно знижує артеріальний тиск і холестерин ліпопротеїнів низької щільності. Дослідження OmniHeart продемонструвало, що часткова заміна вуглеводів білком (приблизно половина з рослинних джерел) або ненасиченим жири (в основному мононенасичені жири) можуть додатково знизити артеріальний тиск, холестерин ліпопротеїнів низької щільності та ризик ішемічної хвороби серця».
Дієта DASH схожа на середземноморську дієту та дієту AHA, і була одним із основних джерел для рекомендацій щодо дієти MIND.

## Опис
Дієта DASH в основному базується на фруктах, овочах, нежирних або знежирених молочних продуктах, цільнозернових продуктах, рибі, птиці, бобових і горіхах. Вона рекомендує зменшити споживання натрію, солодощів (у напоях і їжі) і червоного м'яса. Вона обмежує споживання насичених і транс-жирів, одночасно збільшуючи споживання калію, магнію, білка, клітковини та поживних речовин, які, як вважають, допомагають контролювати артеріальний тиск.
Національний інститут серця, легенів і крові надає зразки планів із конкретною кількістю порцій на основі 1600, 2000 або 2600 калорій на день. Ось приклад плану на 2000 калорій на день:
- 6–8 порцій злаків або зернових продуктів (бажано цільнозернових)
- 4-5 порцій фруктів
- 4-5 порцій овочів
- 2-3 порції нежирних молочних продуктів
- 2–3 порції жирів і олії
- 2 або менше порцій м'яса, птиці або риби

З такими тижневими обмеженнями:
- 4–5 порцій горіхів, насіння або сухих бобів
- солодощі, десерти, їжа з додаванням цукру обмежена максимум 5 порціями

Дотримання цієї дієти вимагає певного планування та приготування їжі. Для полегшення дотримання дієти і NHLBI, і NIH надають списки готових рецептів.
Існують суперечливі дані щодо потреби в молочних продуктах із низьким вмістом жиру: одні дослідження показують їх сприятливий ефект, а інші — шкідливий.
Деякі елементи дієти можна замінити альтернативами для тих, хто страждає алергією або непереносимістю лактози, наприклад безлактозними продуктами замість молочних продуктів і насінням замість горіхів. Є деякі докази того, що заміна білків тваринного походження білками рослинного походження, такими як горіхи та насіння, знижує ризик смертності.
Деякі люди можуть спочатку відчувати гази та здуття живота через високий вміст клітковини в рослинних продуктах, таких як фрукти, овочі та цільні зерна. Це можна частково полегшити, обмеживши спочатку споживання продуктів з високим вмістом клітковини до 1 або 2 разів на тиждень і поступово збільшуючи їх. Це також можна полегшити, замінивши джерела клітковини з високим вмістом білка, такі як квасоля, джерелами клітковини з високим вмістом вуглеводів, такими як цільні зерна.
Крім того, дієта DASH зі зменшенням споживання натрію пов'язана зі зниженням артеріального тиску як у осіб з гіпертензією, так і без неї.

## Вплив на здоров'я

### Серцево-судинні захворювання і гіпертензія
Першими змінами, рекомендованими для людей із ризиком серцево-судинних захворювань, є, як правило, зміни способу життя, такі як дієта та фізична активність з подальшою фармакотерапією. Дієта, яка характеризується високим вмістом натрію (>2 г на добу), підсолоджених напоїв, червоного м'яса (>14 г/день) і обробленого червоного м'яса, пов'язана зі підвищеною смертністю від серцево-судинних захворювань. Дієта DASH разом із подібними дієтами, такими як середземноморська дієта, багата овочами та фруктами та низьким вмістом насичених жирів і транс-жирів, заохочується кількома рекомендаціями щодо серцево-судинних захворювань, зокрема Американською кардіологічною асоціацією та Американським коледжем кардіології, Канадським серцево-судинним товариством та Європейськими рекомендаціями 2016 року.
Артеріальна гіпертензія є фактором ризику серцево-судинних захворювань, і артеріальний тиск використовувався як сурогатний біомаркер для оцінки ризиків при серцево-судинних захворюваннях. Дієта DASH згадується в багатьох рекомендаціях щодо гіпертензії, яка зазвичай визначається як артеріальний тиск понад 140/90 мм рт. ст., деякі рекомендації визначають її як артеріальний тиск понад 130/90 мм рт. ст.
За даними систематичного огляду, дієта DASH знижує артеріальний тиск у середньому на 5,2/2,6 мм рт.ст., однак цей ефект може відрізнятися і зазвичай більше у людей з вищим вихідним артеріальним тиском (особливо з гіпертензією) або вищим індексом маси тіла. Огляд показав, що дієта DASH знижує загальну концентрацію холестерину на 0,20 ммоль/л. Використовуючи середні значення зниження рівня холестерину та артеріального тиску, в огляді було зроблено висновок, що дієта DASH знижує 10-річний Фремінгемський показник ризику серцево-судинних захворювань приблизно на 13 %.

## Історія та розробка

### Контекст
В даний час вважається, що гіпертензія вражає приблизно 1 мільярда людей у всьому світі. Згідно з даними Національного інституту серця, легенів і крові (NHLBI), посилаючись на дані за 2002 рік, "Зв'язок між артеріальним тиском (АТ) і ризиком серцево-судинних захворювань (ССЗ) є безперервним, послідовним і не залежить від інших факторів ризику. Чим вищий АТ, тим більша ймовірність серцевого нападу, серцевої недостатності, інсульту та захворювання нирок. Для осіб 40–70 років кожен підвищення на 20 мм рт. ст. систолічного АТ (САТ) або 10 мм рт. ст. діастолічного АТ (ДАТ) подвоює ризик серцево-судинних захворювань у всьому діапазоні АТ від 115/75 до 185/115 мм рт.
Поширеність гіпертензії спонукала Національний інститут здоров'я США (NIH) запропонувати фінансування для подальших досліджень ролі режиму харчування на артеріальний тиск. У 1992 році NHLBI працювало з п'ятьма найповажнішими медичними дослідницькими центрами в різних містах США, щоб провести найбільше та найдетальніше дослідження. У дослідженні DASH використовувався суворий дизайн під назвою рандомізоване контрольоване клінічне дослідження (РКД), у якому брали участь групи лікарів, медсестер, дієтологів, статистиків і координаторів досліджень. Учасники були відібрані та досліджені в кожному з цих п'яти дослідницьких закладів. Для цього багатоцентрового дослідження було обрано такі заклади та місця: (1) Університет Джонса Хопкінса в Балтиморі, штат Меріленд, (2) Медичний центр Університету Дьюка в Даремі, штат Північна Кароліна, (3) Центр досліджень охорони здоров'я Кайзера Перманенте в Портленді, штат Орегон, (4) Жіноча лікарня Бригама в Бостоні, штат Массачусетс, і (5) Центр біомедичних досліджень Пеннінгтона в Батон-Руж, Луїзіана.
Два дослідження DASH були розроблені та проведені як багатоцентрові, рандомізовані, амбулаторні дослідження з метою тестування впливу моделей харчування на артеріальний тиск. Унікальною особливістю дієти DASH було те, що харчі та меню було підібрано на основі традиційних, для легшого сприйняття широким загалом населення. Початкове дослідження DASH було розпочато в серпні 1993 року і закінчено в липні 1997 року. Сучасні епідеміологічні дослідження прийшли до висновку, що схеми харчування з високим споживанням певних мінералів і клітковини пов'язані із низьким кров'яним тиском.

### Дієта

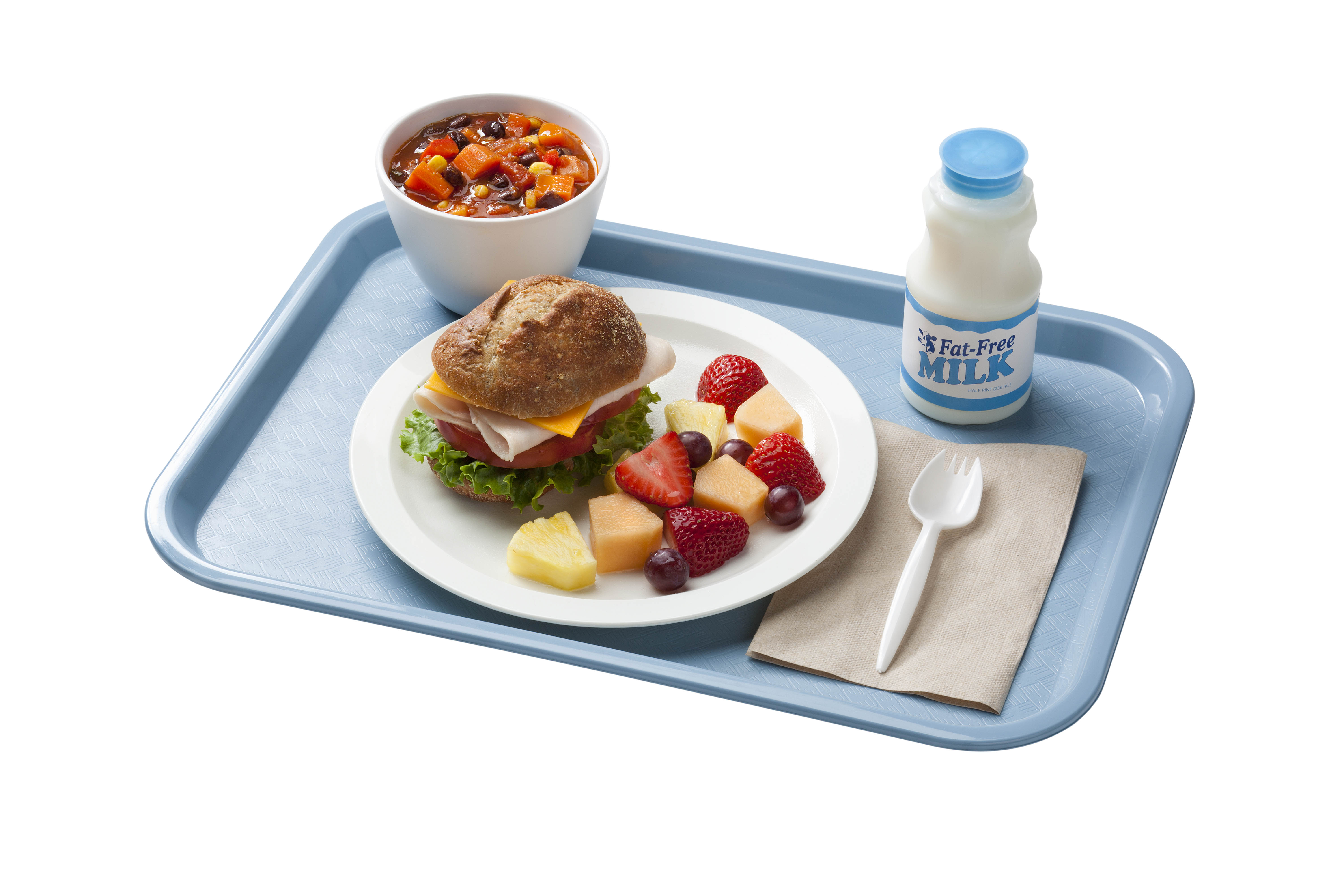
Бутерброд із цільнозерновим хлібом і м'ясом або сиром із низьким вмістом натрію та нежирним вмістом у поєднанні з фруктами, овочами та знежиреним молоком може відповідати цілям дієти DASH.

Дві експериментальні дієти були обрані для дослідження і порівняння одна з одною, а також з третьою — контрольною дієтою. Контрольна дієта була з низьким вмістом калію, кальцію, магнію та клітковини та включала жировий та білковий профіль, і відповідала «типовій американській дієті того часу». Перша експериментальна дієта містила більше фруктів і овочів, але в іншому була схожа на контрольну дієту («фруктово-овочева дієта»)), за винятком меншої кількості закусок і солодощів. Рівні магнію та калію були близькі до 75-го процентиля споживання в США у дієті з фруктами та овочами, яка також мала високий вміст клітковини. У другій експериментальній дієті було багато фруктів і овочів і молочних продуктів з низьким вмістом жиру, а також менший загальний вміст жиру та насичених жирів, з більшою кількістю клітковини та білка порівняно з контрольною дієтою — цю дієту назвали «дієтою DASH». Дієта DASH (або комбінована дієта) була багата калієм, магнієм і кальцієм — профіль поживних речовин приблизно еквівалентний 75-му процентилю споживання в США. Вона також мала високий вміст цільного зерна, птиці, риби та горіхів, але менший вміст червоного м'яса, солодощів і напоїв, що містять цукор.
Дієта DASH була розроблена для забезпечення великої кількості ключових поживних речовин, які, як вважають, відіграють роль у зниженні артеріального тиску. Однією з унікальних особливостей дослідження DASH було те, що тестувалися схеми харчування, а не окремі поживні речовини. Дієта DASH також містить велику кількість продуктів, багатих на антиоксиданти, які, на думку деяких, уповільнюють або запобігають хронічним проблемам зі здоров'ям, включаючи рак, хвороби серця та інсульт.
Дослідники також виявили, що дієта DASH є більш ефективною, ніж дієта з низьким вмістом оксалатів, у профілактиці та лікуванні каменів у нирках, зокрема кальцієво-оксалатних каменів у нирках (найпоширеніший тип).

### Дизайн дослідження
Учасники дотримувалися одного із трьох вищезазначених режимів харчування в 3 окремих фазах випробування, включаючи (1) скринінг, (2), введення та (3) втручання. На етапі скринінгу учасники перевірялися на придатність на основі сукупних результатів вимірювання артеріального тиску. На 3-тижневій фазі введення кожен суб'єкт отримував контрольну дієту протягом 3 тижнів, вимірював артеріальний тиск, здавав один 24-годинний зразок сечі та заповнював анкету щодо симптомів. На цьому етапі суб'єкти, які дотримувалися програми годування під час фази скринінгу, були випадковим чином розподілені на одну з трьох дієт, описаних вище, для початку 4-го тижня. Потім послідувала фаза втручання; це був 8-тижневий період, протягом якого суб'єкти отримували дієту, до якої вони були призначені випадковим чином.
Зразки артеріального тиску та сечі були знову зібрані протягом цього часу разом із опитувальниками щодо можливих симптомів і фізичної активності. Перша група суб'єктів дослідження почала вводну фазу випробування у вересні 1994 року, а п'ята й остання група — у січні 1996 року. Кожна з трьох дієт містила однакові 3 грами (3000 мг) натрію, що було приблизне середнє споживання в країні на той час. Учасникам також дали два пакети солі, кожен з яких містив 200 мг натрію, для окремого використання. Алкоголь обмежувався не більше ніж двома напоями на день, а споживання кофеїну було обмежено не більше ніж трьома напоями з кофеїном.

## Результати дослідження
Дослідження DASH показало, що режим харчування може впливати і справді впливає на артеріальний тиск у дорослих пацієнтів із високим нормальним тиском до помірної гіпертензії (систолічний < 180 мм рт. ст. та діастолічний від 80 до 95 мм рт. ст.). DASH або «комбінована» дієта знизила артеріальний тиск у середньому на 5,5 і 3,0 мм рт.ст. для систолічного та діастолічного відповідно, порівняно з контрольною дієтою. Меншість досліджуваної вибірки та частина з гіпертензією показали найбільше зниження артеріального тиску від комбінованої дієти порівняно з контрольною дієтою. У суб'єктів з гіпертензією спостерігалося падіння на 11,4 мм рт. ст. у систолічній фазі та на 5,5 мм рт. ст. у діастолічній фазі.
Фруктово-овочева дієта також була успішною, хоча вона призвела до більш скромних скорочень порівняно з контрольною дієтою (2,8 мм рт. ст. систолічний і 1,1 мм рт. ст. діастолічний). У пацієнтів з гіпертензією та без неї комбінована дієта ефективно знижувала артеріальний тиск більше, ніж дієта з фруктами та овочами або контрольна дієта. Дані показали, що зниження артеріального тиску відбулося протягом двох тижнів після того, як суб'єкти почали дієту.
Несприятливі ефекти були незначними, деякі суб'єкти повідомили про запор. Наприкінці фази втручання 10,1 %, 5,4 % і 4,0 % суб'єктів повідомили про цю проблему для контрольної групи, фруктово-овочевої та комбінованої дієт, відповідно. За винятком лише одного суб'єкта (на контрольній дієті), який страждав на холецистит, інші шлунково-кишкові симптоми мали низький рівень захворюваності.

## Дослідження DASH-Sodium

### Дизайн
Дослідження DASH-Sodium було проведено після завершення початкового дослідження DASH, щоб визначити, чи може дієта DASH дати ще кращі результати, якщо вона містить низький вміст солі, а також вивчити вплив різних рівнів натрію на людей, які дотримуються дієти DASH. Дослідники були зацікавлені у визначенні наслідків зниження натрію в поєднанні з дієтою DASH, а також ефектів дієти DASH при трьох рівнях споживання натрію. Дослідження DASH-Sodium проводилося з вересня 1997 року по листопад 1999 року. Як і попереднє дослідження, воно базувалося на великій вибірці (412 учасників) і являло собою багатоцентрове, рандомізоване, амбулаторне дослідження харчування, де суб'єктам давали всю їжу. Учасники були дорослими з прегіпертензією або гіпертензією 1 стадії (середній систолічний показник від 120 до 159 мм рт. ст. та середній діастолічний показник від 80 до 95 мм рт. ст.) і були випадковим чином розподілені в одну з двох груп дієти. Двома рандомізованими групами були група дієти DASH і контрольної дієти, яка віддзеркалювала «типову американську дієту» і мала дещо низький вміст ключових поживних речовин, таких як калій, магній і кальцій. Дієта DASH була такою ж, як і в попередньому дослідженні DASH. Після призначення однієї з цих двох дієт учасники отримували дієти, які відрізнялися 3-ма різними рівнями вмісту натрію, що відповідає 3000 мг, 2400 мг або 1500 мг на день (високий, проміжний або низький рівні), у випадковому порядку протягом 30 днів поспіль кожна. Під час двотижневої початкової фази всі учасники дотримувалися дієти з високим вмістом натрію. Слідувала 30-денна фаза втручання, під час якої суб'єкти їли призначену їм дієту з кожним із вищезгаданих рівнів натрію (високий, проміжний і низький) у випадковому порядку, у перехресному плані. Таким чином, протягом 30-денної фази дієтичного втручання кожен учасник споживав свою призначену дієту (або DASH, або контрольну) з усіма трьома рівнями натрію.

### Результати та висновки
Основним результатом дослідження DASH-Sodium був систолічний артеріальний тиск наприкінці 30-денного періоду дієтичного втручання. Вторинним результатом був діастолічний артеріальний тиск. Дослідження DASH-Sodium показало, що зменшення споживання натрію призвело до статистично значущого зниження систолічного та діастолічного артеріального тиску як у контрольній дієті, так і в дієті DASH. Результати дослідження показують, що кількість харчового натрію в контрольній дієті вдвічі сильніше впливала на артеріальний тиск, ніж у дієті DASH. Важливо, що зниження вмісту натрію в контрольній дієті від середнього до низького корелювало з більшими змінами систолічного артеріального тиску, ніж ті самі зміни від високого до середнього (зміна дорівнює приблизно 40 ммоль на добу, або 1 грам натрію).
Як стверджували Sacks, F. та ін., зменшення споживання натрію на цю кількість на день корелювало з більшим зниженням артеріального тиску, коли початковий рівень споживання натрію вже був на рівні рекомендованої дієтичної норми в США, ніж коли початковий рівень був вищим (більш високі рівні є фактичним середнім показником у США). Ці результати змусили дослідників постулювати, що прийняття загальнонаціональної нижчої добової норми натрію, ніж поточні 2400 мг може базуватися на надійних наукових результатах, наданих цим дослідженням. Дієтичні рекомендації США для американців рекомендують дотримуватися норми 2300 мг натрію на день або менше, з рекомендацією 1500 мг/добу у дорослих з підвищеним артеріальним тиском; 1500 мг/день — низький рівень натрію, перевірений у дослідженні DASH-Sodium.
Дієта DASH і контрольна дієта з низьким вмістом солі були успішними для зниження артеріального тиску, але найбільше зниження артеріального тиску було отримано при споживанні цих двох продуктів (тобто версія дієти DASH з меншим вмістом солі). Ефект цієї комбінації при рівні натрію 1500 мг/день становив середнє зниження артеріального тиску на 8,9/4,5 мм рт.ст. (систолічний/діастолічний). У пацієнтів з гіпертензією спостерігалося середнє АТ зниження на 11,5/5,7 мм рт.ст. Результати DASH-sodium показують, що низькі рівні натрію корелювали з найбільшим зниженням артеріального тиску в учасників як на рівні до гіпертензії, так і на рівні гіпертензії, причому учасники з гіпертензією продемонстрували найбільше зниження артеріального тиску в цілому.